# Fabian Dott
Fabian Felix Dott (* 2. Dezember 1987 in Darmstadt) ist ein deutscher Schauspieler.

## Leben
Fabian Dott hatte Philosophie in Berlin studiert, bevor er von 2014 bis 2018 ein Schauspielstudium am Mozarteum in Salzburg absolvierte. In dieser Zeit arbeitete er u. a. mit den Regisseuren Volker Lösch, Caroline Link, David Bösch und Kai Ohrem. Bereits während seines Studiums war er in Amélie Niermeyers Inszenierung Die Netzwelt von Jennifer Haley am Residenztheater München und in ungefähr gleich von Jonas Hassen Khemiri in der Regie von Marcus Lobbes am Salzburger Landestheater zu sehen gewesen.
Zur Spielzeit 2017/18 führte ihn sein erstes Festengagement an das Oldenburgische Staatstheater. Dort spielte er u. a. den Amir in Geächtet in der Regie von Peter Hailer, in Zur schönen Aussicht von Ödön von Horváth in der Regie von Lucia Bihler, in der Uraufführung Russian Boy von Dmitri Sokolow in der Regie von Elina Finkel und in Die Mitte der Welt nach Andreas Steinhöfel in der Regie von Franziska Stuhr.
Zur Spielzeit 2019/20 holte ihn Intendantin Sonja Anders ins Ensemble des Schauspiel Hannover. Zu sehen war er 2019 in der Eröffnungspremiere in Philip K. Dicks Zeit aus den Fugen (Regie: Laura Linnenbaum). Am Schauspiel Hannover arbeitete er mit Regisseuren wie Kevin Rittberger, Lisa Nielebock, Anne Lenk, Lukas Holzhausen, Ronny Jakubaschk Matthias Rippert und Stephan Kimmig.
Der Kurzfilm Jockstrap Jesus, in dem Dott unter der Regie von Samuel Bereuther in einer Hauptrolle mitwirkte, gewann 2022 auf dem 29. Internationalen Filmfest Oldenburg den Preis in der Kategorie „Bester Kurzfilm“.
Dott lebt in Hannover.